# Epimeria obtusa
Epimeria obtusa är en kräftdjursart som beskrevs av Watling 1981. Epimeria obtusa ingår i släktet Epimeria och familjen Epimeriidae. Inga underarter finns listade i Catalogue of Life.